# Kongres
Kongres (»shod ljudi«) je v politiki glavna zakonodajna veja oblasti v državah, ki imajo kongresno politično ureditev vladanja. 
Kongres v nepolitičnem smislu pomeni velik nacionalni ali mednaroden shod, zborovanje ali sejo ljudi s podobnimi interesi (npr. akademske konference, simpoziji).